# File (Unix)

file este o comandă UNIX folosită pentru a determina tipul unui fișier. Pentru determinarea tipului de fișier,
comanda efectuează o serie de teste. Majoritatea implementărilor folosesc o bază de date dintr-un fișier numit
magic care se găsește în directorul /etc sau /usr/share/file/. Fișierul de pe linia de comandă este testat pentru
valori conținute în această bază de date.

## Istorie
Comanda a fost introdusă în [Unix Research Version 4].
Importante schimbări au avut loc în System V, printre care mutarea informației de tip într-un fișier extern din fișierul propriu-zis.
Toate versiunile BSD și Linux folosesc o implementare din 1986-87 de Ian Darwin
A fost îmbunătățită în 1989 de Geoff Collyer, iar apoi de Guy Harris, Chris Lowth și Eric Fischer; din 1993 codul a fost întreținut de
Christos Zoulas.

## Sintaxă
Sintaxa comenzii este:
```
file [opțiuni] fișier
```

Dintre opțiunile cele mai des folosite amintim:
-b (brief) - descriere scurtă
-i (mime) - înlocuiește descrierea cu tipul MIME
-s (special file) - fișier special
-z - încearcă să determine tipul fișierului dintr-o arhivă compresată

## Exemple
```
# file file.c
file.c: C program text
```

```
# file program
program: ELF 32-bit LSB executable, Intel 80386, version 1 (SYSV), dynamically linked
   (uses shared libs), stripped
```

```
# file /dev/wd0a
/dev/wd0a: block special (0/0)
```

```
# file -s /dev/hda1
/dev/hda1: Linux/i386 ext2 filesystem
```

```
# file -s /dev/hda5
/dev/hda5: Linux/i386 swap file
```

```
# file compressed.gz
compressed.gz: gzip compressed data, deflated, original filename, `compressed', last
    modified: Thu Jan 26 14:08:23 2006, os: Unix
```

```
# file data.ppm
data.ppm: Netpbm PPM "rawbits" image data
```